# Statuti cadorini

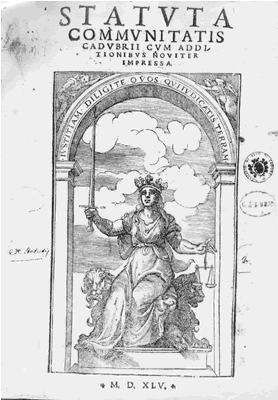
Frontespizio degli statuti cadorini stampati nel 1545 a Venezia

Gli Statuti cadorini, ai quali vanno associati quegli statuti speciali conosciuti sotto il nome di Laudi, sono una raccolta di leggi e di norme di diritto consuetudinario che costituiscono un importantissimo ed abbondante corpus di documenti giuridici di età tardo-medievale e che collocano quell'area geografica denominata Cadore in una posizione particolare rispetto al panorama storico-giuridico del resto del territorio italiano. La gestione autonoma del territorio era fondata sulle Regole  rappresentando uno degli esempi più caratteristici della gestione di proprietà collettiva dell'arco alpino.
Questi testi redatti in latino notarile od in volgare hanno da sempre suscitato l'interesse di storici e giuristi. Tuttavia, sorprendentemente, solo di recente è stato messo in evidenza un ulteriore aspetto non meno importante, l'aspetto filologico e linguistico. Infatti, i Laudi presentano una evidente dialettalità ladino-cadorina riscontrabile nella micro-toponomastica locale e nel lessico, in particolare per quanto riguarda l'esercizio dell'attività agricola e silvo-pastorale, degli strumenti di lavoro e quant'altro.
Il manoscritto originale dello Statuto del 1338 fu sottratto come bottino di guerra nel 1511 dalle truppe imperiali di Massimiliano I a Pieve di Cadore durante la guerra cambraica. Fu portato dapprima a Dobbiaco e successivamente a Trento. Oggidì viene conservato al Tiroler Landesarchiv, l'archivio della Luogotenenza di Innsbruck. Tentarono i cadorini, a più riprese, di riottenerlo ma invano. Una copia anastatica dell'originale è presente presso la Magnifica Comunità di Cadore quale «dono» ricevuto dal Tirolo nel 2004.

## Origini

Stemma del ramo dei Caminesi di sopra estinto con Rizzardo III

La storia degli Statuti cadorini origina con ogni probabilità nel 1235 con lo Statuto dato al Cadore da Biaquino III da Camino. Quest'ordinamento che porta il nome di «Statuta de Cadubrio per illos da Camino», fu scritto a Pieve di Cadore dal notaio Wacellus alla presenza di dodici rappresentanti, nove dei quali erano cadorini e fu pubblicato il 5 novembre 1235. Questo documento, che comprende cinquantuno articoli, ha una vera e propria forma statutaria, è scritto in un latino cancelleresco (latinus grossus) con la costante immistione di voci cadorine tutte le volte che il notaio ha dovuto definire il nome degli oggetti comunemente usati nei vari lavori oppure nella descrizione di particolari consuetudini.
Dello Statuto cadorino del 1235 esistevano più esemplari, tuttavia il solo attualmente conosciuto è quello analizzato e pubblicato da Antonio Ronzon e che si trova nell'Archivio di Stato di Modena e cioè l'esemplare di Beatrice da Camino, una delle tre figlie di Rizzardo III ultimo Caminese signor di Cadore, sposa di Aldobrandino III d'Este marchese di Ferrara. Fu decapitata col figlio Obizzo d'Este per congiura contro il cognato Alberto al fine di togliergli la signoria di Ferrara.
Nel 1338 furono redatti i nuovi Statuti, riconosciuti nel 1347 dal Patriarca di Aquileia Bertrando e, nel 1420, dalla Serenissima. Il sistema regolato dagli Statuti era di tipo democratico, incentrato su un "Maggior e General Consiglio".